# 서전주 나들목
서전주 나들목(W.Jeonju IC)은 전북특별자치도 완주군 이서면 반교리와 상개리에 걸쳐 설치된 호남고속도로의 24번 교차로이다.
1973년 11월 14일 호남고속도로 전주 ~ 순천 구간 개통할 당시 이서 교차로라는 평면 교차로가 있었으며, 1986년 호남고속도로 전주 ~ 광주 구간이 왕복 4차로로 확장 공사가 이루어지면서 폐쇄되었다. 1999년 1월 1일에 지금과 같은 명칭의 이중 트럼펫형 나들목으로 다시 개통했다. 나들목 진출입로 및 요금소는 이서면 금평리와 접하고 있다. 지방도 제716호선을 통해 전주시 완산구 효자동, 김제시 용지면 일대로 진출할 수 있으며, 인근에 전북혁신도시가 있다.

## 역사
- 1973년 11월 14일 : 호남고속도로 전주 ~ 순천 구간 개통과 함께 이서 교차로로 통행 개시[1][2]
- 1986년 9월 5일 : 호남고속도로 전주 ~ 광주 구간 왕복 4차로 확장공사로 인해 폐쇄[3]
- 1995년 6월 30일 : 이서 나들목 건설을 위해 전라북도 완주군 이서면 반교리 ~ 상개리 850m 구간 도로구역 변경[4]
- 1996년 12월 13일 : 이서 나들목 건설 기간을 1998년 12월로 연기[5]
- 1999년 1월 1일 : 서전주 나들목으로 재개통[6]

## 구조물 정보
- 위치: 전북특별자치도 완주군 이서면 반교리, 상개리
- 영업소: 전북특별자치도 완주군 이서면 호남고속도로 164

## 접속하는 도로
- 지방도 제716호선 (콩쥐팥쥐로)
- 간접 연결 : 국도 제1호선, 국도 제21호선, 국도 제27호선 (호남로, 이서 교차로 이용), 지방도 제713호선 (이서남로, 돌꼭지 교차로 이용)

## 교통량 정보
| 요금소          | 통행량 (대/일) | 통행량 (대/일) | 통행량 (대/일) | 통행량 (대/일) | 통행량 (대/일) | 통행량 (대/일) | 통행량 (대/일) | 통행량 (대/일) | 통행량 (대/일) | 통행량 (대/일) | 각주  |
| 요금소          | 2001년         | 2002년         | 2003년         | 2004년         | 2005년         | 2006년         | 2007년         | 2008년         | 2009년         | 2010년         | 각주  |
| --------------- | -------------- | -------------- | -------------- | -------------- | -------------- | -------------- | -------------- | -------------- | -------------- | -------------- | ----- |
| 서전주 (폐쇄식) | 2,331          | 2,744          | 2,971          | 3,003          | 3,132          | 3,570          | 3,885          | 3,640          | 3,516          | 3,679          | [ 7 ] |
| 요금소          | 2011년         | 2012년         | 2013년         | 2014년         | 2015년         | 2016년         | 2017년         | 2018년         | 2019년         |                | [ 7 ] |
| 서전주 (폐쇄식) | 3,975          | 4,203          | 4,632          | 5,075          | 5,545          | 5,724          | 5,902          | 6,139          | 6,553          |                | [ 7 ] |